# 藤原頼嗣
藤原 頼嗣（ふじわら の よりつぐ）は、鎌倉時代中期の公卿。官位は従三位、左近衛中将。鎌倉幕府5代将軍。五摂家のひとつ、九条家の出身の摂家将軍。九条頼嗣とも呼ばれる。

## 生涯
鎌倉幕府4代将軍藤原頼経と藤原親能の娘・大宮殿の子として鎌倉で生まれる。
寛元2年（1244年）、当時の執権北条経時を烏帽子親として元服、父頼経の譲りによりわずか6歳で将軍に就任した。翌寛元3年（1245年）、7歳で経時の妹である16歳の檜皮姫を正室として迎える（檜皮姫は宝治元年（1247年）5月死去）。寛元4年（1246年）7月、宮騒動により父頼経が執権北条時頼によって京へ追放され、翌宝治元年（1247年）6月の宝治合戦で将軍家を擁する三浦氏らが滅亡した後も、頼嗣は将軍として鎌倉に留まった。
結果的に父と共に北条家とは対立関係となったが、時頼は頼嗣の教育に熱心であり、中原師連と清原教隆が学問を、小山長村、安達義景、三浦光盛、三浦盛時が武術を、それぞれ頼嗣に教えるように推挙している。この他にも、御家人達の若い息子達から、好学の子らを、頼嗣の学友として近侍させようと考え、二階堂行方、武藤景頼にそうした人材を集めるよう手配している。頼嗣も勉学への意欲は高く、建長2年（1250年）2月には帝王学の教科書である『帝範』を教材とした勉強会を頼嗣は行い、時頼や清原教隆が参加していることが『吾妻鏡』に書かれている。この後、時頼は頼嗣に『貞観政要』を書写したものを送っている。頼嗣に貞観政要を学んでほしいという願いから進呈したものと考えられる。
しかし建長3年（1251年）12月の了行・矢作常氏・長久連ら宝治合戦残党の謀叛事件に頼経が関係したとして、翌建長4年（1252年）2月に幕府は後嵯峨上皇の皇子宗尊親王を新将軍とすることに決定。頼嗣は14歳で将軍職を解任され、祖父の九条道家も関与を疑われ間もなく死去した。3月に頼嗣は母大宮殿および弟とともに京へ追放された。
4年後の康元元年（1256年）8月に父頼経が死去し、続いて頼嗣も9月25日、赤斑瘡により死去。享年18。

## 官歴
※日付＝旧暦
- 寛元2年（1244年） 4月21日：元服。4月28日：従五位上・右近衛少将に叙任し、征夷大将軍宣下。8月25日：正五位下に昇叙。
- 寛元3年（1245年） 1月13日：美濃権介兼任。
- 寛元4年（1246年） 11月23日：従四位下に昇叙。右近衛少将・美濃権介如元。
- 宝治2年（1248年） 8月25日：従四位上に昇叙。右近衛少将・美濃権介如元。
- 建長元年（1249年） 1月23日：正四位下に昇叙。右近衛少将・美濃権介如元。6月14日：左近衛中将に転任。
- 建長2年（1250年） 1月13日：美濃権守兼任。
- 建長3年（1251年） 6月13日：従三位に昇叙。左近衛中将如元。
- 建長4年（1252年） 2月20日：征夷大将軍辞職。3月：上洛。